# Montmançon
Montmançon is een gemeente in het Franse departement Côte-d'Or (regio Bourgogne-Franche-Comté) en telt 194 inwoners (2004). De plaats maakt deel uit van het arrondissement Dijon.

## Geografie
De oppervlakte van Montmançon bedraagt 9,1 km², de bevolkingsdichtheid is 21,3 inwoners per km².
De onderstaande kaart toont de ligging van Montmançon met de belangrijkste infrastructuur en aangrenzende gemeenten.

## Demografie
Onderstaande figuur toont het verloop van het inwonertal (bron: INSEE-tellingen).